# Intolerância alimentar
Uma intolerância alimentar é uma reação adversa do corpo, em muitos casos retardada, a um alimento, bebida, aditivo alimentar ou qualquer composto encontrado em alimentos que produza sintomas em um ou mais órgãos ou sistemas do corpo. Geralmente refere-se a todas as reações adversas que não sejam alergias alimentares. Em muitos casos, usa-se o termo hipersensibilidade alimentar para denominar o conjunto das intolerâncias e alergias alimentares.